# Rata Ara
Rata Ara is een bestuurslaag in het regentschap Bener Meriah van de provincie Atjeh, Indonesië. Rata Ara telt 267 inwoners (volkstelling 2010).